# Claudine Maugendre
Pour les articles homonymes, voir Maugendre.
Claudine Maugendre, née le 18 mai 1941 dans le 14e arrondissement de Paris, et morte le 1er mars 2017 à Auxerre, est une photojournaliste et éditrice française.

## Biographie
Rédactrice photo à L'Express, cofondatrice et rédactrice en chef photo des magazines Actuel puis Nova Mag de 1971 à 1975 et de 1979 à 1994, Claudine Maugendre est décrite comme une « incontournable des quarante dernières années » dans le milieu de la presse écrite.
Elle a assuré de 2005 à 2014, la direction artistique de la Nuit de l’Année des Rencontres d’Arles.
Claudine Maugendre décède le 1er mars 2017 à l’âge de 75 ans.